# Beleefroute: Expeditie Delta
De Beleefroute: Delta Experience is een lusvormige fietsroute van 214 km in de Nederlandse provincie Zeeland. De toeristische route maakt een lus over Noord-Beveland, Walcheren, Zuid-Beveland, Tholen, Sint Philipsland en Schouwen-Duiveland en maakt gebruik van het fietsroutenetwerk. De route kan in twee richtingen gefietst worden. Ze ontleent haar naam aan de Zeeuwse delta en de Deltawerken waar ze langs komt fietst.

## Verloop
De route kan overal gestart worden. Officieel start ze op het voormalig werkeiland Neeltje Jans midden op de Oosterscheldekering, een van de Deltawerken. Er kan een bezoek gebracht worden aan Deltapark Neeltje Jans waar ook de bouw van de kering en andere Deltawerken wordt toegelicht. 
Op Neeltje Jans kan worden aangesloten op de LF Kustroute (onderdeel van de EuroVelo EV12 Noordzeeroute), de Zeeuwse Windroute en de Wouter Weylandtroute. De route gaat zuidwaarts over de Oosterscheldekering. 
Tussen Noord-Beveland en Walcheren komt de route over het volgende Deltawerk, de Veerse Gatdam. Vlak voor de Veerse Gatdam sluit Rondje Veerse Meer aan, deze loopt parallel mee tot de Zandkreekdam. Bij Breezand ten noorden van Vrouwenpolder verlaten de LF Kustroute, de EV12 en de Wouter Weylandtroute de route. Vanaf hier tot aan Buiten de Veste loopt de Ku(n)stpicknickplekkenroute parallel mee. 
In Veere gaat het langs de Campveerse Toren en wordt het Kanaal door Walcheren gekruist bij de Sluis Veere. De route blijft nu het Veerse Meer volgen langs en Vliegveld Midden-Zeeland en recreatiegebied De Piet. De route is inmiddels op Zuid-Beveland. Een deel van het gedeelte langs het Veerse Meer loopt ook de Zeeuwse Windroute mee (deze loopt in tegenovergestelde richting en verlaat de route bij de Zandkreekdam).
Na Wolphaartsdijk is er zicht op het volgende Deltawerk, de Zandkreekdam. 
Bij het Goese Sas wordt het Kanaal Goes - Goese Sas overgestoken via de sluis. De route gaat nu buitendijks langs de Oosterschelde verder naar Kattendijke waar het informatiebord staat van de Jo de Rooroute, deze kan hier worden opgepakt.
Via de Postbrug wordt na Wemeldinge het Kanaal door Zuid-Beveland overgestoken. De route loopt langs natuurgebied Yerseke Moer en volgt de Oosterschelde naar Yerseke. Binnen- en buitendijks wordt Roelshoek bereikt. Bij Krabbendijke gaat de route naar de Westerschelde.
In Bath kan worden aangesloten op de LF13 Schelde-Rheinroute (onderdeel van de EuroVelo EV4 Midden-Europaroute), de LF Schelderoute en de Jo de Rooroute.
Het volgende Deltawerk is de Bathse spuisluis met Spuikanaal Bath. De route volgt het Schelde-Rijnkanaal en gaat dan over de Oesterdam, ook een van de Deltawerken. Via de Bergse Diepsluis wordt Tholen bereikt. Bij de Bergse Diepsluis staat het informatiebord van de Keetie van Oosten-Hageroute, deze kan hier worden opgepakt en kruist deze route nog meermaals.
Buitendijks gaat het langs Stoomgemaal Oosterschelde. De route kruist de afgedamde Pluimpot waardoor het gelijknamige natuurgebied Pluimpot is ontstaan. In Stavenisse gaat de route over de kasseien van de Voorstraat. De route gaat grotendeels buitendijks naar Sint-Annaland en dan naar de Krabbenkreekdam. 
Via de Krabbenkreekdam en natuurgebied Het Rammegors komt de route op Sint Philipsland. Dit wordt overgestoken en langs de natuurgebieden Slikken van de Heen en Rumoirtschorren gaat de route over het volgende Deltawerk, de Philipsdam.
Midden op de Philipsdam kruist de route de Krammersluizen. Een uitkijktoren geeft zicht over het complex. Aan het eind van de Philipsdam volgt de route wederom een van de Deltawerken, de Grevelingendam. Bij Bruinisse wordt de Grevelingensluis gepasseerd. Hier kan worden aangesloten op de Watersnoodroute, deze route kan ook worden opgepakt bij het Watersnoodmuseum.
De route volgt de Oosterschelde en komt langs speciaal voor de recreatie gemaakte getijdenpoelen, in dit geval betonnen pakken waar kinderen bij laagwater in kunnen vissen en kijken. Deze liggen vlakbij het Watersnoodmuseum met veel informatie over de watersnoodramp van 1953. Dit museum ligt in Krekengebied Ouwerkerk. Even verderop passeert de route een museumglooiing waar diverse typen dijkbekleding worden getoond, waaronder vilvoordse steen, basalt, diaboolglooiing, Haringmanblok, Hillblock, Lessinische steen, Basalton, Muraltglooiing, spijkerglooiing en open steenasfalt.
Voor Zierikzee is er zicht op de Zeelandbrug. Na Zierikzee volgt de route Havenkanaal Zierikzee naar de Oosterschelde. Op het havenhoofd van Havenkanaal Zierikzee is een plek ingericht om bruinvissen te spotten.
De route komt langs de locatie van het verdronken dorp Borrendamme. Buitendijks gaat de route naar Plan Tureluur, hier loopt ook de Zeeuwse Windroute, maar dan in tegengestelde richting. Nu doorkruist de route Schouwen-Duiveland en kruist ook de Delingsdijk, aangelegd na de watersnoodramp van 1953. in Scharendijke is er zicht op het Deltawerk Brouwersdam.
Via de Schelphoek gaat de route langs Koudekerke met de Plompe Toren. 
Na Burghsluis komt de route terug bij de Oosterscheldekering waar ook de LF Kustroute weer kan worden opgepakt. Via Roggenplaat wordt Neeltje Jans weer bereikt. 

## Aansluitingen op andere fietsroutes
- Onderweg kan gebruik worden gemaakt van het fietsroutenetwerk ter plaatse.
- Tussen Neeltje Jans en Breezand loopt de route parallel met de LF Kustroute (onderdeel van de EuroVelo EV12 Noordzeeroute).
- Tussen Neeltje Jans en Breezand loopt de route parallel met de niet bewegwijzerde Wouter Weylandtroute.
- Op Neeltje Jans kan worden aangesloten op de Zeeuwse Windroute.
- Tussen Breezand en de Zandkreekdam loopt de route parallel met Rondje Veerse Meer.
- Tussen Breezand en Buiten de Veste loopt de route parallel met de Ku(n)stpicknickplekkenroute.
- Tussen Oranjeplaat en de Zandkreekdam loopt de Zeeuwse Windroute grotendeels mee (in tegenovergestelde richting).
- In Kattendijke kan worden aangesloten op de Jo de Rooroute, deze wordt nog meermaals gekruist (onder andere tussen Roelshoek en Krabbendijke en in Bath.
- In Bath kan worden aangesloten op de LF13 Schelde-Rheinroute (onderdeel van de EuroVelo EV4 Midden-Europaroute).
- In Bath kan worden aangesloten op de LF Schelderoute.
- Bij de Bergse Diepsluis kan worden aangesloten op de Keetie van Oosten-Hageroute, deze wordt nog meermaals gekruist (onder andere in Stavenisse en bij de Krabbenkreekdam).
- In Bruinisse kan worden aangesloten op de Watersnoodroute.